# イギリス市民

イギリス諸島（イギリスおよび王室属領）

イギリス市民（イギリスしみん、英語: British Citizen）とは、イギリス国籍の一区分である。イギリスの国籍区分の内で完全なイギリス市民権を持ち、あらゆるイギリスでの権利（居住、労働など）を有する。

## 取得

### 出生
1983年以前にイギリス諸島（イギリスおよび王室属領）内で生まれた者、もしくは1983年以降にイギリス諸島（イギリスおよび王室属領）内で生まれ、片親がイギリス市民またはイギリス属領市民であるかイギリス本国または植民地で永住権を有する者もしくはイギリス国籍に帰化した者が持つ。

### 帰化
イギリス国籍を持たない外国人は、最低居住要件（通常は5年）を満たし、定住権を取得した後、イギリス市民として帰化することができる。

## 権利

### イギリス市民権
1983年以前にイギリス諸島（イギリスおよび王室属領）内で生まれた者は、両親の国籍に関係なく、出生時にイギリス国籍を取得できた。しかし、1981年イギリス国籍法により、1983年以降に生まれた者は、少なくとも片方の親が英国市民であるか、英国に定住していると見なされる場合にのみ、出生時に市民権を取得する。同法の第2条で、両親のどちらかが世襲以外の方法で市民権を得ている場合、海外で生まれた成人は世襲によりイギリス市民となることを定めている。
そのほか、同法第3条では未成年者は、両親が出生前の一定期間イギリスに居住していた世襲市民である場合、登録によって市民となることができると定めている。養子は、養子縁組の時点で養親のもとで自然に生まれたものとして扱われる。イギリス軍の隊員または王室に従事する（クラウン・サーヴァント）イギリス市民との間に外国で生まれた子どもは、イギリスで生まれたものとして扱われる。

### EU
2020年1月31日に欧州連合（EU）を離脱するまでEU加盟国であったイギリスは、その市民であるイギリス市民に完全なEU市民権が与えられていた。そのため、EUまたは欧州自由貿易連合（EFTA）諸国での居住や働くための自動かつ恒久的な許可を保持し、欧州議会の選挙での投票権を持っていた。これらの権利は2020年に離脱した後も、アイルランド共和国で働き、居住するための恒久的な許可が共通旅行区域として残っている。

### 制限
この区分のイギリス国籍は他区分と異なり、イギリス国内での制限を一切受けない。